# Parafia Najświętszego Serca Jezusowego w Niestępowie
Parafia Najświętszego Serca Pana Jezusa w Niestępowie – parafia rzymskokatolicka, znajdująca się w archidiecezji gdańskiej, w dekanacie Żukowo.

## Historia
Parafia została erygowana w 1933 przez biskupa chełmińskiego Stanisława Okoniewskiego. Kościół został przejęty po luteranach w 1931. Parafią macierzystą jest parafia pw. W.N.M.P w Żukowie. W latach 70. XX wieku kościół przeszedł remont. Obecnie (2017) trwa budowa nowego kościoła przy cmentarzu parafialnym.

## Teren parafii
Parafia obejmuje miejscowości:
Niestępowo wraz ze Starą Piłą i Mankocinem,
Sulmin,
Widlino,
Część Łapina Kartuskiego.

## Proboszczowie i administratorzy
- ks. Tadeusz Olszewski (1933–1944)
- ks. Józef Bigus (administrator, 1946–1947)
- ks. Jan Półchłopek (administrator, 1947–1952)
- ks. Kazimierz Szyndler (1952–1965)
- ks. Jan Prill (administrator, 1965)
- ks. kan. Alojzy Weltrowski (1965–2010)
- ks. Wiesław Drążek (od 2010)